# Anusin (Siemiatycze)
Pour les articles homonymes, voir Anusin.
Anusin (prononciation : [aˈnuɕin]) (biélorusse : Анусін, Podlachian : Anúsin) est un village du district de la Gmina Siemiatycze se trouvant dans le powiat de Siemiatycze, situé dans la voïvodie de Podlachie au nord-est de la Pologne. Il se trouve à environ 6 km au sud-est de Siemiatycze et à 83 km au sud de la capitale régionale Białystok.